# Marienkapelle (Reute)

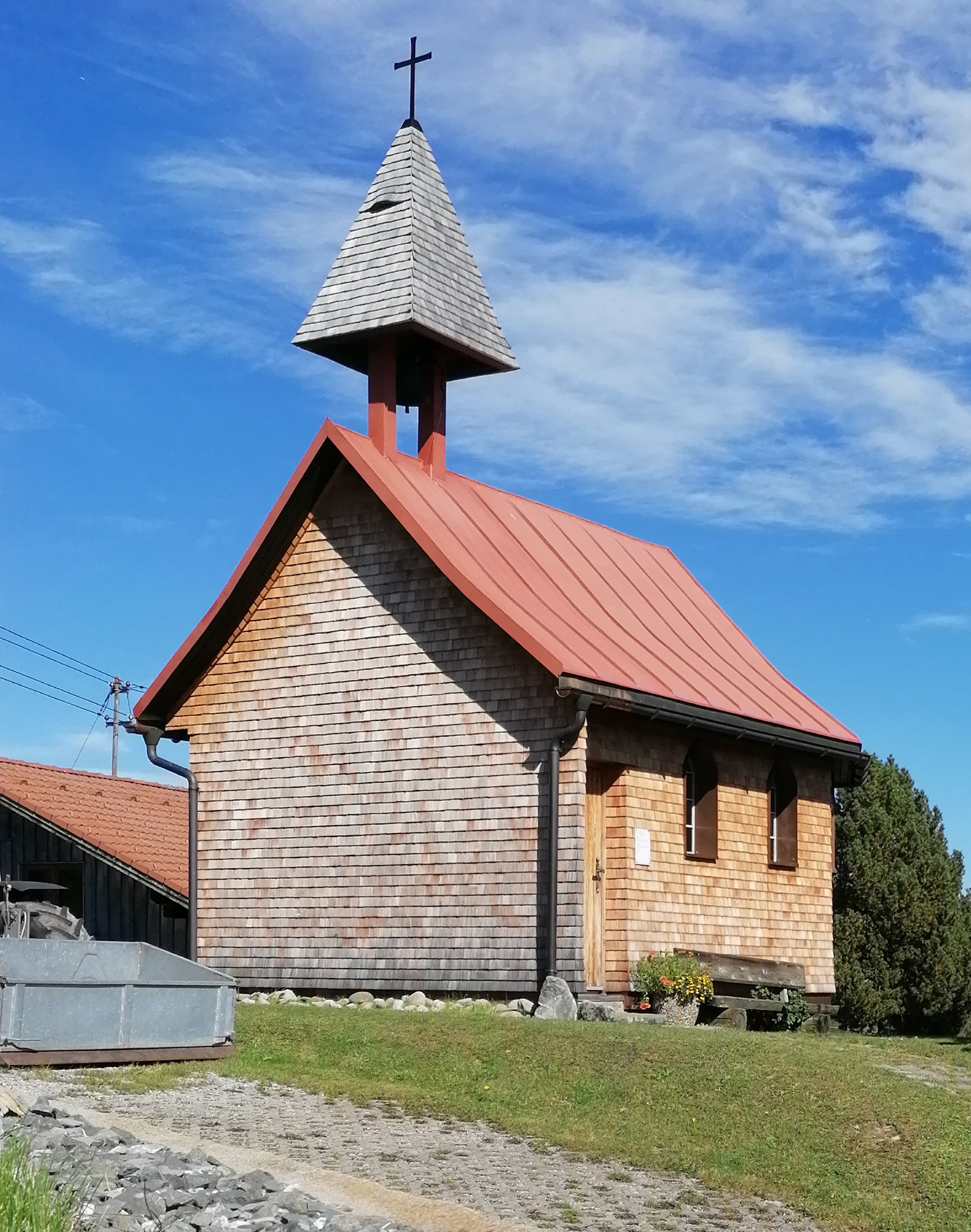
Marienkapelle Reute

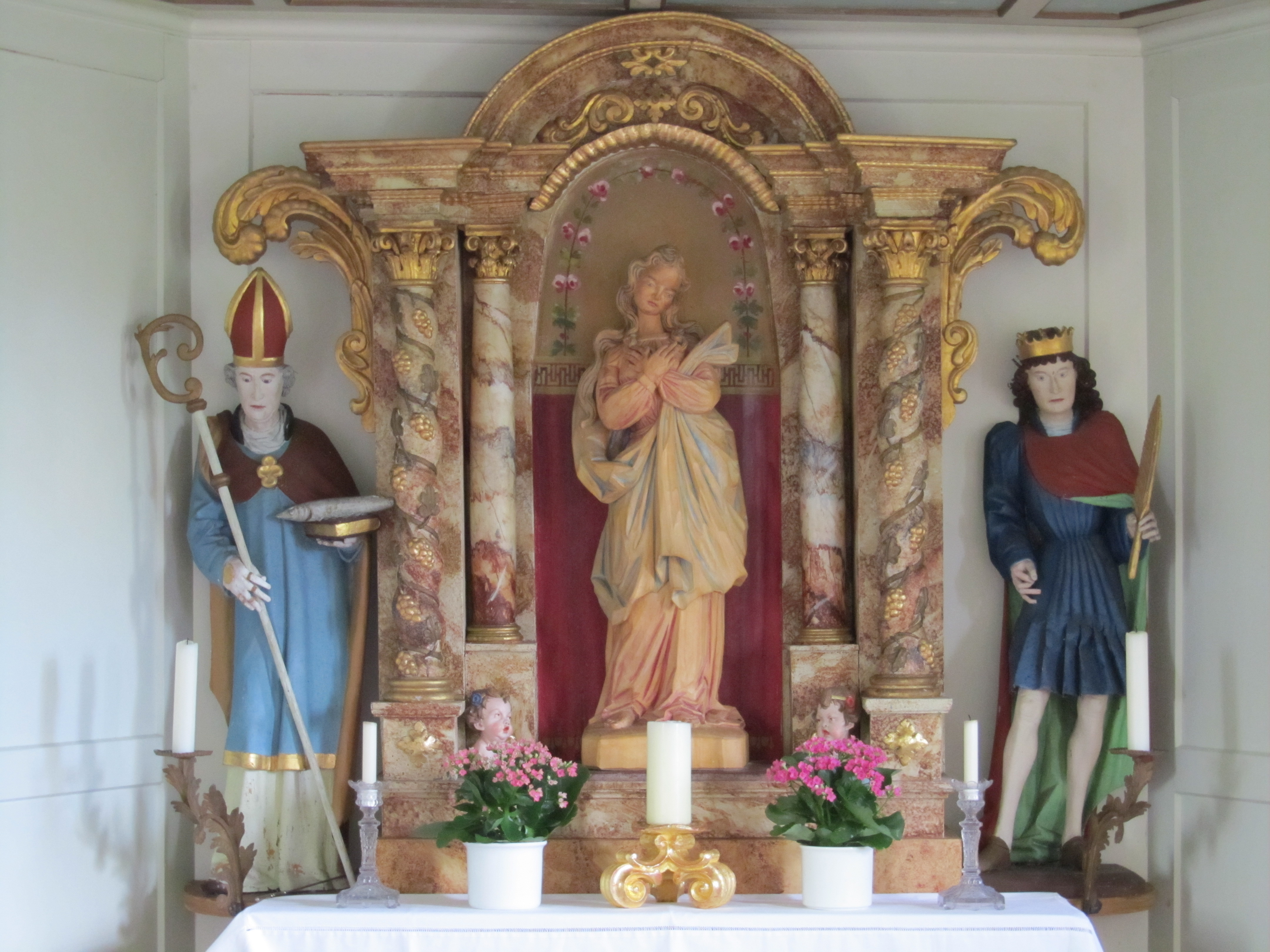
Altar der Marienkapelle Reute

Die zur Pfarrei Knottenried gehörige Marienkapelle in Reute, einem Ortsteil von Immenstadt im Landkreis Oberallgäu, wurde anstelle einer älteren St.-Wendelin-Kapelle errichtet und am 1. September 1701 mit bischöflicher Erlaubnis geweiht. Bei der Renovierung 1972 wurde die Turmzwiebel auf dem zweiständerigen Dachreiter gegen eine pyramidenförmige Spitze ersetzt.
Das Innere der Kapelle ist getäfert. Das Bild „Maria als Fürsprecherin der Armen Seelen“ an der Nordwand stammt aus dem 18. Jahrhundert und hing vermutlich früher im Knottenrieder Pfarrhof. Der barocke Altar aus dem Jahre 1708 beherbergt eine Madonnenfigur vom Rettenberger Schnitzer und Bildhauer Hermann Jörg, die am 28. Mai 1972 gesegnet wurde. Die Holzfiguren zu beiden Seiten des Altares – St. Oswald und St. Ulrich – wurden um 1510/20 ursprünglich für die Pfarrkirche Knottenried geschaffen.
Über die Herkunft der Turmglocke ist nichts bekannt: Ton h1, 395 mm Durchmesser, gegossen 1920.